# 富野幸緒
富野 幸緒（とみの ゆきお、6月28日生）は、埼玉県新座市出身で、オランダ在住の日本のコンテンポラリー・ダンスの振付家、演出家、ダンサー。
ヨーロッパのコンテンポラリー・ダンスフィールドの第一線で活躍。オランダを拠点に、著名な振付家、ダンスカンパニー作品およびツアーに参加。ヨーロッパ各都市および多数のフェスティバルで公演。日本においては、2011年、「ダンスがみたい!新人シリーズ9」にてオーディエンス賞を受賞。

## 人物
両利き。身長150cm。父親は『機動戦士ガンダム』等で知られるアニメーション監督の富野由悠季。姉は演劇集団 円（文芸/演出）の富野アカリ。
ダンスにおいては、小柄にもかかわらず跳躍力が抜群で、さらに床技を駆使したスピーディーな動きが多いため、身長の割りに舞台上では大きく見える。腰下まである長い黒髪で、部分的に真紅で染めているため、舞台上では目立つ。
ダンス以外のスキルは、ドラム、作曲、武術太極拳。
かなりさばさばした性格で、なおかつ筋肉質な身体と低い声の持ち主。
2014年、父の富野由悠季が監督を務めるアニメ作品『ガンダム Gのレコンギスタ』のアイキャッチの振付を担当、これが初の親子共同作業となる。本人はそれまで、由悠季と親子関係にあることを特に公言していないため、2014年10月、同作のテレビ放映を機にその事実が広く知られることとなった。
本人曰く、本名のYukio Tominoのままオランダでデビューしてしまい、その後プロフィール上の名前を変えることができず、日本でも本名のまま活動することになったとのこと。

## 作風
富野が演出、振付をする作品はブラックユーモアのあるシュールな作品が多い。一般的にコンテンポラリー・ダンスは芸術の分野に属した難解な印象があるが、富野は具体的な物語を描くことで、コンテンポラリー・ダンスの近寄りがたい印象を排除したり、または、抽象的な作品のなかにも芝居要素を多く取り入れていることが多い。笑いがある作風も、コンテンポラリー・ダンスにはあまり見られない特徴のひとつ。振付は細部にわたって徹底的に落とし込み、なおかつアクロバティックでスピーディーな動きが多いためダンサーには多くの技術を求められる。

## 経歴
星野女子高等学校（現：星野高等学校女子部）卒業後、 Rotterdamse Dans Academie（現：Codarts）ダンサーズ科のディプロマを取得。
1993年、東京でヒップホップ、ブレイクダンス、ジャズダンスをはじめる。テレビ、ライブ等でダンサーをつとめていたが、そんな中でコンテンポラリー・ダンスに出会い、1995年、本格的に転向。伊藤直子・河野潤・野和田恵里花等の作品に参加後、1997年にオランダへ移住。以後11年間、拠点をオランダとする。
2000年、ロッテルダム・ダンス・アカデミー（Rotterdamse Dans Academie、現Codarts）ダンサーズ科のディプロマを取得。
以後、フリーランスダンサーとして、ヨーロッパのコンテンポラリー・ダンスフィールドの第一線で活躍。Club Guy & Roni（イスラエル）、André Gingras（カナダ）、Company Blok & Steel（オランダ）、Iztok Kovac（スロベニア）、Kenneth Flak（ノルウェー）他、著名な振付家、カンパニー作品にて主演。参加したツアーは多数におよび、ヨーロッパ、アジア、アフリカ各都市および多くのフェスティバルで公演した。
シアターワークの傍ら、ダンスフィルムにも出演。主演した『Run 5.19』（1999年、監督：サーシャ・エンゲル）はSpring Dance Festivalに、同じく主演『Up at Down』（2003年、監督：clara van gool、制作：BBC、NPS）はオランダ映画祭 (Nederlands Film Festival) に、そして『Stand 4.18』（2003年、監督：サーシャ・エンゲル）はロッテルダム国際映画祭に各々ノミネート。さらに『Stand 4.18』は カンヌ国際映画祭に招集された。また、『Walk 4.49』（2001年、監督：サーシャ・エンゲル）は、Web Dance Film Competitionで観客賞を受賞。
ストリートダンスのフィールドでは、オランダの大手 Dutch Dance Agency のメンバーに選ばれたが、現在、活動を休止している。
2006年に、東京神楽坂にあるセッションハウスのレジデンスアーティストに選出されたのをきっかけに、10年ぶりに東京で作品を発表。以後、コンドルズの近藤良平が演出／監修「あの山羊たちが道をふさいだ」にてソロワークを発表、また東京シティ・バレエ団に振付を提供するなど、ヨーロッパ、日本を問わず活動の場を広げている。2011年1月、日暮里d-倉庫で開催された「ダンスがみたい!新人シリーズ9」にて、演出・振付・出演した女性トリオのタンツシアター作品『TIARA THE BEAUTY　〜眠らない、美女〜』がオーディエンス賞を受賞。
2014年には父親である富野由悠季が監督を務めるアニメ作品に初参加。『ガンダム Gのレコンギスタ』のアイキャッチでキャラが躍るダンスの振付を担当した。

## 作品

### 演出・振付作品
- 『花影 〜KAEI〜』（1995年、東京）
- 『REQUIEM』 こうべ全国洋舞コンクール入選作品（1997年）
- 『IMAN』　作曲家 Philemon Mukarno とのコラボレーションによるソロワーク（2001年、ロッテルダム）
- 『Duet』（2004年、アムステルダム）
- 平成17年度神楽坂セッションハウス／レジデンスアーティスト
『2 the Waters』 ふたつの小品集：女性9名による群舞作品『Current』／ デュエットタンツシアター作品『SMALLENIUM』（2006年、東京）
- 神楽坂セッションハウス／レジデンスアーティスト公演『フォー』出品作
『MIDDELLAND 108』 女性トリオのタンツシアター作品（2007年、東京）
- 近藤良平監修 『あの山羊たちが道をふさいだ 〜求愛のページ〜』出品作
『Befreiung』 ソロワーク（2007年、東京）
- 法人JCDN 『踊りに行くぜ!! vol.9』出品作
『Befreiung 〜改訂版〜』 ソロワーク（2008年、高知／広島）
- 『東京シティ・バレエ団 meets コンテンポラリーダンス 〜Tiara 140 plus 2009 ダンス巡回型公演』出品作
"DIVA" series vol. 1 『TIARA THE BEAUTY 〜ティアラの美女は、眠らない〜』（2009年、ティアラこうとう）
- 神楽坂セッションハウス『ダンス専科』出品作
『A parade in the SOUL 9』 女性6名による群舞作品（2010年、東京）
- d-倉庫『ダンスがみたい!新人シリーズ9』オーディエンス賞受賞作
"DIVA" series vol. 2 『TIARA THE BEAUTY 〜眠らない、美女〜』' 女性トリオのタンツシアター作品（2009年、2010年、東京）

### アニメ
- 『ガンダム Gのレコンギスタ』（2014年、アイキャッチ振付）

### 富野振付作以外での主な出演作品

#### コンテンポラリー・ダンス
2000年
- 『Turn the dark off』（振付：サーシャ・エンゲル）- プレミア：オランダ「Ca Dans Festival」コルゾ劇場
- 『SMALLENIUM』（振付：Ruby Edelman、制作：Niko Okkerse）- プレミア：オランダのロッテルダム市内
- 『Party』（振付：theater group Het Witte Vuur）- プレミア：オランダのアムステルダム市内パラディソ

2001年
- 『Hu Die』（振付：Iztok Kovac、company EN-KNAP）- プレミア：ドイツのミュンヘン市内 /公演：ヨーロッパツアー
- 『CHIMERA』（振付：Christina Gehrig Bider）- プレミア：ロッテルダム市内ランターレン劇場
- 『R.E.M (preview)』（振付：Daniel Renner）- プレミア：アムステルダム市内melkweg theater

2002年
- 『Looking up at down』（振付：Company Blok & Steel）- プレミア：オランダ「Oerol Festival」／公演：オランダ国内ツアー
- 『R.E.M 2』（振付：Daniel Renner）- プレミア：アムステルダム市内Nes Theater

2003年
- 『The language of walls』（振付：Club Guy & Roni）- プレミア：オランダのグローニンゲン市内グランドシアター／公演：インターナショナルツアー
- 『Looking up at down』（振付：Company Blok & Steel）- プレミア：オランダ「Oerol Festival」／公演：オランダ国内ツアー、「Ca Dans Festival」、「Spring Dance Festival」、「Juli dans」他多数のフェスティバルに参加
- 『R.E.M 2』（振付：Daniel Renner）- プレミア：アムステルダム市内Nes Theater／公演：オランダ各地

2004年
- 『Colours of Darkness』（振付：Sanja Hasagic）- プレミア：ロッテルダム市内ランターレン劇場 ／公演：オランダ国内ツアー
- 『Winterwonderland』（振付：Sanja Hasagic）- プレミア：ロッテルダム市内ラ・パルマス

2005年
- 『Uber』（振付：Kenneth Flak）- プレミア：インドのバンガロール市内 ／公演：インド、ノルウェー各地

2006年
- 『Unison』（振付：Kenneth Flak）- プレミア：オランダ「Ca Dans Festival」コルゾ劇場
- 『trans.form』（振付：André Gingras）- プレミア：オランダ「Ca Dans Festival」スパウ劇場／公演：オランダ国内ツアー、インターナショナルツアー

#### 映画
- 『Run 5.19』（1999年、監督：サーシャ・エンゲル）-  Spring Dance Film Festivalのコンペティション部門にノミネート
- 『Walk 4.49』（2001年、監督：サーシャ・エンゲル）- Web Dance Film Competitionにて観客賞を受賞
- 『Up at Down』（2003年、監督：Clara van Gool / 制作：イギリスBBC、オランダNPS）- オランダ映画祭でノミネート
- 『Stand 4.18』（2003年、監督：サーシャ・エンゲル / 制作：Kasander Film）- ロッテルダム国際映画祭の短編映画部門にノミネート。またカンヌ国際映画祭に招待される